# (100576) 1997 HJ10
(100576) 1997 HJ10 es un asteroide perteneciente al cinturón de asteroides, descubierto el 30 de abril de 1997 por el equipo del Lincoln Near-Earth Asteroid Research desde el Laboratorio Lincoln, Socorro, Nuevo México, Estados Unidos.

## Designación y nombre
Designado provisionalmente como 1997 HJ10.

## Características orbitales
1997 HJ10 está situado a una distancia media del Sol de 2,269 ua, pudiendo alejarse hasta 2,485 ua y acercarse hasta 2,053 ua. Su excentricidad es 0,095 y la inclinación orbital 5,282 grados. Emplea 1248,90 días en completar una órbita alrededor del Sol.
El próximo acercamiento a la órbita terrestre se producirá el 21 de noviembre de 2137.

## Características físicas
La magnitud absoluta de 1997 HJ10 es 16,2.